# 대곡사명 감로왕도
대곡사명 감로왕도(大谷寺銘 甘露王圖)는 대한민국 전북특별자치도 익산시 원광대학교에 있는, 1764년 불화승(佛畵僧) 치상(雉翔)을 비롯해 모두 13명의 화승이 참여해 그린 불화이다. 2000년 11월 17일 전라북도의 유형문화재 제186호 원광대 소장 건륭29년명감로탱화로 지정되었다가, 2018년 6월 27일 대한민국의 보물 제1990호 대곡사명 감로왕도로 승격 지정되었다.

## 개요
'대곡사명 감로왕도'는 1764년 불화승(佛畵僧) 치상(雉翔)을 비롯해 모두 13명의 화승이 참여해 그린 것으로, 화기(畵記)가 일부 손상됐으나 “대곡사(大谷寺)”라는 문구를 통해 경상북도 의성 대곡사에 봉안(奉安)되었던 불화로 추정된다.
구성을 보면 상단에는 칠여래를 비롯한 불․보살이, 중․하단에는 의식장면과 아귀와 영혼들, 생활 장면 등이 짜임새 있는 구도 속에 그려져 있으며, 온화하고 부드러운 색조가 조화를 이루어 종교화로서 숭고하고 장엄한 화격(畵格)을 유감없이 보여주고 있다. 또한 화면 속 경물과 전각, 인물들의 세세한 모습을 정교한 필치로 그려 동시기 감로왕도 중에서도 높은 수준의 작품으로 평가된다.
'대곡사명 감로왕도'는 제작 시기가 분명하고 봉안사찰, 시주자명, 제작주체 등을 명확하게 파악할 수 있어 18세기 불화 연구의 기준작이다.

## 참고 자료
- 원광대소장건륭29년명감로탱화 - 국가유산청 국가유산포털